# Planta

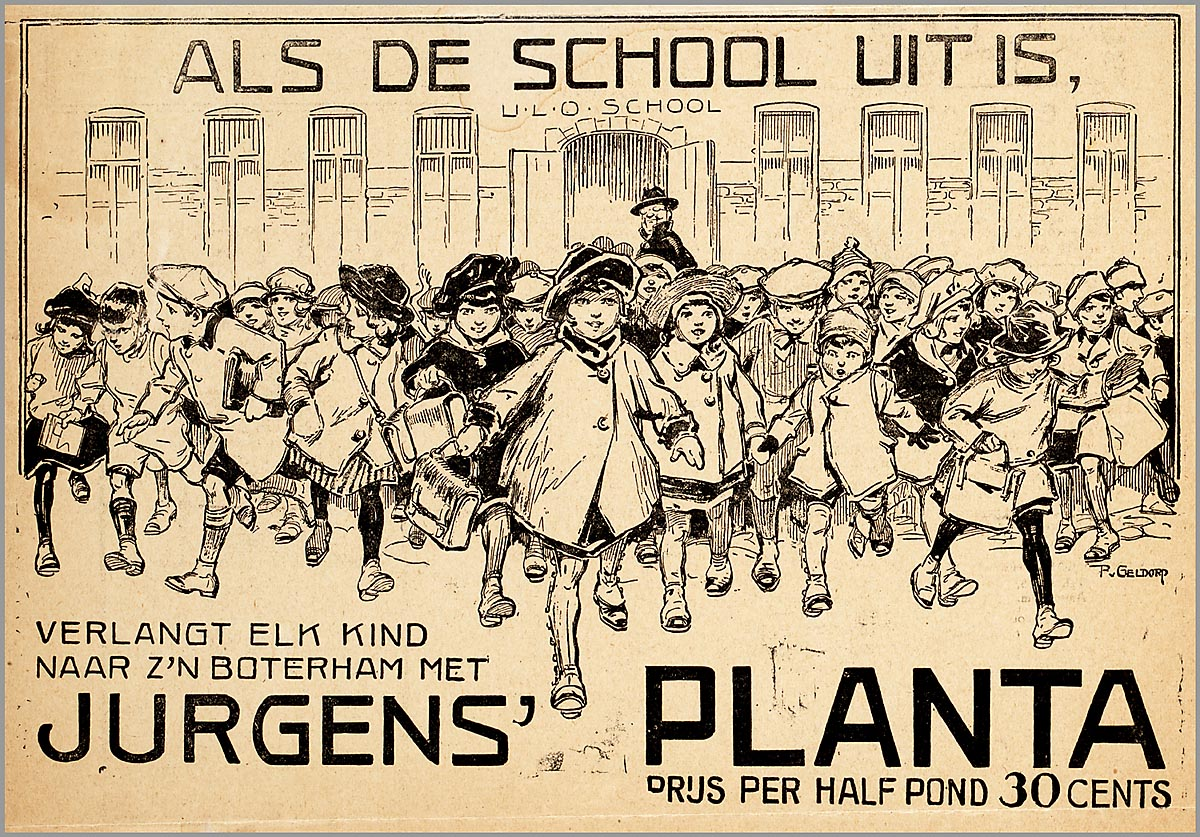
Een advertentie voor Planta.

Planta is een margarinemerk van Upfield dat in België, Frankrijk, Portugal en Maleisië wordt verkocht. Het merk is op de markt gebracht rond 1915 door het Nederlandse Anton Jurgens' Verenigde Fabrieken, een voorloper van het latere Unilever. De margarine is sinds 1953 verkrijgbaar op de Belgische markt. In Nederland verdween het merk na 1960 als gevolg van de Planta-affaire en worden de merknamen Brio en later Bertolli gevoerd. In 1976 werd Planta onder de naam Planta Fin geïntroduceerd in Frankrijk. In 2017 stootte Unilever zijn margarinetak af en ging deze verder onder de naam Upfield.

## Overzicht
De naam Planta verwijst naar de plantaardige oorsprong van het product: plantaardige oliën, waaronder koolzaad-, maïs- en zonnebloemolie.
Planta viel binnen Unilever onder de internationale 'Family Goodness' brand. Dit hield in dat de producten van Planta specifiek gericht waren op gezinnen met kinderen van 0 tot 12 jaar. De samenstelling was hier specifiek op aangepast.
In 1953 gaf Planta een aantal boekjes uit rondom De wonderlijke reis van Pukkie Planta, de plaatjes in de boekjes kon je krijgen bij een pakje Planta. De tekeningen waren van de hand van Johan Veeninga. De wonderplaatjes in 3D kwamen van Joop Geesink’s Filmstudio en konden met een 3D (rood blauw) brilletje bekeken worden.

## Producten
- Planta om te smeren: vlootjes van 250g, 500g en 1 kg.
- Planta om te bakken en te braden: wikkel van 250g, vlootje van 1 kg.